# 魏凤桐
魏鳳桐，男，中國共產黨黨員，中国共产党和中华人民共和国政治、軍事人物，武警少將警銜，曾任武警甘肅總隊司令員、第十二屆甘肅省人大代表   。